# Pastor-de-kraski
Pastor-de-kraski[a][b] (em croata: Krasky ovcar) é uma raça utilizada para a proteção do gado desde a Idade Média na Eslovênia. Reavivada nos dias mais recentes, é reconhecido como um típico cão de guarda: vigilante e instintivamente desconfiado, que não hesita diante do perigo. De adestramento dito difícil, não é um cão recomendado para o convívio familiar, embora eficiente como cão de guarda. Até 1968, foi tratado como um só junto ao pastor jugoslavo, devido a seus pesos, habitat, e pelagem semelhantes.